# Rhabdomastix (Rhabdomastix) otagana
Rhabdomastix (Rhabdomastix) otagana is een tweevleugelige uit de familie steltmuggen (Limoniidae). De soort komt voor in het Australaziatisch gebied.